# Dorpenomloop Rucphen 2017
La Dorpenomloop Rucphen 2017 (nome ufficiale, per ragioni di sponsorizzazione, Rabobank Dorpenomloop Rucphen 2017), quarantunesima edizione della corsa, valida come evento dell'UCI Europe Tour 2017 categoria 1.2, si svolse il 12 marzo 2017 su un percorso di 191 km, con partenza ed arrivo a Rucphen, nei Paesi Bassi. La vittoria fu appannaggio dell'olandese Maarten Van Trijp, che completò il percorso in 4h 09' 17" alla media di 45,97 km/h precedendo i connazionali Fabio Jakobsen e Raymond Kreder, piazzatosi terzo.
Dei 161 ciclisti alla partenza tagliarono il traguardo in 142.

## Squadre partecipanti
| N. | Cod. | Squadra                      |
| -- | ---- | ---------------------------- |
|    | BDC  | Baby-Dump Cyclingteam        |
|    | BIK  | Bike Channel Canyon          |
|    | CCD  | Differdange-Losch            |
|    | DJP  | Destil-Jo Piels Cycling Team |
|    | LKH  | Team Lotto-Kern Haus         |
|    | MCT  | Monkey Town Continental Team |
|    | MET  | Metec-TKH                    |
|    | RIW  | Riwal Platform Cycling Team  |
|    | RNL  | Roompot-Nederlandse Loterij  |
|    | RNR  | Rad-Net Rose Team            |
|    | SEG  | Seg Racing Academy           |

| N. | Cod. | Squadra                       |
| -- | ---- | ----------------------------- |
|    | SVB  | Sport Vlaanderen-Baloise      |
|    | TCO  | Team Coop                     |
|    | TIS  | Tarteletto-Isorex             |
|    | WGG  | Wanty-Groupe Gobert           |
|    |      | Benicassim me gusta-Luk       |
|    |      | BMC Development Team          |
|    |      | Delta Cycling Rotterdam       |
|    |      | Lotto-Soudal U23              |
|    |      | LottoNL-Jumbo-De Jonge Renner |
|    |      | Vlasman Cycling Team          |
|    |      | Willebrord Wil Vooruit        |

## Ordine d'arrivo (Top 10)
| Pos. | Corridore            | Squadra          | Tempo    |
| ---- | -------------------- | ---------------- | -------- |
| 1    | Maarten Van Trijp    | Metec-TKH        | 4h09'17" |
| 2    | Fabio Jakobsen       | SEG Racing       | a 14"    |
| 3    | Raymond Kreder       | Roompot          | s.t.     |
| 4    | Alberto Cecchin      | Wanty-Gobert     | s.t.     |
| 5    | Remco Te Brake       | Roompot          | s.t.     |
| 6    | Pieter Vanspeybrouck | Delta            | s.t.     |
| 7    | Amaury Capiot        | Destil-Jo Piels  | s.t.     |
| 8    | Fabian Lienhard      | Sport Vlaanderen | s.t.     |
| 9    | Elmar Reinders       | BMC Develop.     | s.t.     |
| 10   | Jordi Talen          | Roompot          | s.t.     |